# Parlick
Parlick ist ein Berg im Forest of Bowland in Lancashire, England. Der Berg erscheint dem Betrachter aus Süden und Westen kegelförmig, er hat bei einer Gesamthöhe von 432 m aber nur eine Schartenhöhe von 32 m, denn er ist ein Berg in einer Reihe von Bergen, die sich durch den Forest of Bowland ziehen und aus der er hervorsteht.
Der Parlick ist mit einem Bergrücken mit dem Fair Snape Fell verbunden.
Die Grenze zwischen dem Borough of Wyre und dem Ribble Valley verläuft über den Gipfel des Berges und trennt ihn in zwei annähernd gleich große Hälften.
Der River Loud entsteht am südlichen Fuß des Parlick.